# Parafia Chrystusa Światłości Świata w Majkowie
Parafia Chrystusa Światłości Świata w Majkowie – parafia rzymskokatolicka w dekanacie skarżyskim w diecezji radomskiej.
Do parafii należy 1190 wiernych z dwóch miejscowości: Majkowa i Michałowa.
Obydwie miejscowości należały wcześniej do parafii Zesłania Ducha Św. w Parszowie. Staraniem mieszkańców został wybudowany najpierw kościół filialny. Działkę pod budynek przekazał Stanisław Szliż. W prace budowlane, rozpoczęte w 1986 r., zaangażowało się wielu mieszkańców (m.in.: Władysław Jagiełło, Sylwester Rymarczyk, Zdzisław Sabatowski i Adolf Zuba). Przez dwa lata msze święte w kaplicy odprawiał ówczesny proboszcz ks. Stanisław Socha. W 1988 pierwszym samodzielnym duszpasterzem został ks. Ryszard Wamyj. Rok później, po erygowaniu parafii przez ks. bpa Materskiego, został on jej proboszczem. W 1992 r., po utworzeniu diecezji w Radomiu,  ks. Wamyj pozostał w diecezji sandomierskiej czym równocześnie przestał być proboszczem. Kierownictwo parafii objął ks. Kazimierz Buczak. Podczas swej kadencji sukcesywnie przeprowadzał prace wykończeniowe w świątyni i wystawił budynek plebanii (1995 r.).

## Proboszczowie
- 1988 – 1992 – ks. Ryszard Wamyj
- 1992 – 2005 – ks. Kazimierz Buczak
- 2005 – nadal – ks. Tadeusz Urbańczyk